# Freakazoid!
Freakazoid! est une série télévisée américaine d'animation en 24 épisodes de 22 minutes, créée par Steven Spielberg, Bruce Timm, Tom Ruegger et Paul Dini, diffusée aux États-Unis au sein de la série Animaniacs entre le 9 septembre 1995 et le 1er juin 1997 dans le bloc de programmes Kids' WB sur The WB.
En France, la série est diffusée à partir du 12 octobre 1996 dans l’émission Décode pas Bunny sur Canal+, puis est rediffusée sur France 3 et TPS Cinéfamily dans le bloc de programmation WB Kids.
 
En Belgique, elle est diffusée sur Club RTL.

## Synopsis
Dexter Douglas est un garçon de seize ans passionné d'informatique. Un jour, un bogue de son ordinateur lui confère des pouvoirs : l'information sur Internet, la force, l'endurance, l'agilité et l'instinct d'un criminel.
Il est désormais capable de se transformer en un super-héros, Freakazoid, à l'instar de personnages comme Peter Parker.

## Voix originales
- Paul Rugg : Freakazoid
- David Kaufman : Dexter Douglas
- Edward Asner : Sergent Mike Cosgrove
- John P. McCann : Douglas Douglas
- Maurice LaMarche : Longhorn
- David Warner : le Lobe
- Joe Leahy : le narrateur
- Craig Ferguson : Roddy MacStew
- Ricardo Montalban : Armondo Guitierrez
- Stephen Furst : Fan Boy
- Googy Gress : Duncan Douglas
- Jess Harnell : Wakko Warner
- Stan Freberg : Bo-Ron
- Dorian Harewood : Lt. Artie King
- Clive Revill : Baffeardin
- Larry Cedar : Anton
- Brian George : Mr. Snarzetti
- Mitch Schauer : Lonnie Tallbutt
- Tress MacNeille : Debbie Douglas, Cobra Queen & voix diverses
- Jeff Bennett : Cave Guy, Candle Jack, Waylon Jeepers et voix diverses
- Frank Welker : Mr. Chubbikins, voix diverses
- Scott Menville : Boy
- Richard Moll : Vorn the Unspeakable
- Jim Cummings : Janos Ivnovels

## Voix françaises
- Emmanuel Garijo : Freakazoid
- Christophe Lemoine : Dexter Douglas
- Hervé Caradec : le narrateur
- Gilbert Levy : Sergent Mike Cosgrove
- Éric Missoffe : Grotte Man, le Lobe, Argonne

## Épisodes

### Première saison (1995)
1. Five Day Forecast / Le bal des maudits / Freakazoid et ses amis / Les chroniques de l'acolyte  (Five Day Forecast/Dance of Doom/Freakazoid and Friends/Hand Man)
2. La chandelle de Jack / Dangers sur Las Vegas / Le Lobe  (Candle Jack/Toby Danger in Doomsday Bet/The Lobe)
3. Sauvetage en égout / Le déjeuner des légendes  (Mo-Ron/The Sewer Rescue/The Big Question/The Legends Who Lunch)
4. Et Fan Boy c'est son nom / Les nains de jardin chapitre 4 / La médecine des vacances : sous le soleil exactement  (And Fan Boy Is His Name/Lawn Gnomes: Chapter IV - Fun in the Sun/Frenching with Freakazoid)
5. Baveux le Freakachien  (Foamy the Freakadog/Office Visit/Ode to Leonard Nimoy/Emergency Broadcast System)
6. Le microprocesseur (1re partie) :  (The Chip (Part I))
7. Le microprocesseur (2e partie) :  (The Chip (Part II) / Freakazoid is History)
8. Les boudes de l'enfer  (Hot Rods From Heck/A Time For Evil)
9. Relax-o-vision / Fatman et Balez Boy  (Relax-O-Vision/Fatman and Boy Blubber/Limbo Lock-Up/Terror Palace)
10. Bras de fer / Le nuage  (In Arms Way/The Cloud)
11. Krettin téléphone maison / Intellator  (Next Time, Phone Ahead/Nerdator)
12. Pleine lune / L'égout et les couleuvres  (House of Freakazoid/Sewer or Later)
13. La colère de Guitterez  (The Wrath of Guitierrez)

### Deuxième saison (1996-1997)
1. Les rendez-vous de Dexter  (Dexter's Date)
2. Le Freakazoid  (The Freakazoid)
3. Mission Freakazoid  (Mission: Freakazoid)
4. Virtuellement vôtre  (Virtual Freak)
5. Heros Boy  (Hero Boy)
6. L'amour est aveugle  (A Matter of Love)
7. Statue colte  (Statuesque)
8. L'île du docteur Mystico  (Island of Dr. Mystico)
9. Deux contre Freakazoid  (Two Against Freak)
10. Le tombeau d'Invisibo  (Freak-A-Panel/Tomb of Invisibo)
11. L'enlèvement  (Normadeus)

### Autour de la série
Autres réalisateurs et scénaristes qui ont participé : Ronaldo Del Carmen, Paul Rugg, Eric Radomski, Dan Riba, Turk Flipnut, Scott Jeralds, Rich Arons, Jack Heiter, Peter Shin, John P. McCann, Tom Sheppard, Wendell Morris, Lisa Malone, Jed Springarn, Ken Segal, Mitch Watson, Scott Jeralds, David Marshall.
Personnages invités et parodies : Batman et sa Batcave, Superman, Leonard Maltin, Henry Kissinger, Mission: Impossible, Le Parrain, le loup-garou, Predator, E.T. l'extra-terrestre, H. P. Lovecraft, F Troop, les mèmes Internet...
Mike Allred, l'auteur du comics Madman  dit avoir été plagié par la série, mais il n'entreprend pas d'action judiciaire.[réf. nécessaire]